# Grève d'amour
Pour plus de détails, voir Fiche technique et Distribution.
Grève d'amour (The Second Greatest Sex) est un western musical américain en Technicolor réalisé par George Marshall, sorti en 1955.

## Fiche technique
- Titre français : Grève d'amour
- Titre original : The Second Greatest Sex
- Réalisation : George Marshall
- Scénario : Charles Hoffman, d'après Lysistrata d'Aristophane
- Producteur : Albert J. Cohen
- Société de production : Universal Pictures
- Société de distribution : Universal Pictures
- Musique : Henry Mancini
- Photographie : Wilfred M. Cline
- Costume : Jay A. Morley Jr.
- Montage : Frank Gross
- Pays : États-Unis
- Format : couleur (Technicolor) - 35 mm - 1,37:1 - Son : Mono (Western Electric Recording)
- Genre : Western, Film musical
- Durée : 87 minutes
- Dates de sortie : 
  - États-Unis : octobre 1955
  - France : 16 mai 1958

## Distribution
- Jeanne Crain : Liza McClure
  - Doreen Tryden : voix doublée de Liza McClure
- George Nader : Matt Davis
  - Bill Lee : voix chantée de Matt Davis
- Kitty Kallen : Katy Conors
- Bert Lahr : Job McClure
- Mamie Van Doren : Birdie Snyder
- Keith Andes : Révérend Peter Maxwell
- Kathleen Case : Tilda Bean
- Paul Gilbert : Roscoe Dobbs
- Tommy Rall : Alf Connors
- George D. Wallace : Simon Clegghorn
- Edna Skinner : Cassie Slater
- Jimmy Boyd : Newt McClure
- Sheb Wooley : Silas

## Source
- Grève d'amour sur EncycloCiné